# Small World (2010)
Small World ist eine 2010 erschienene deutsch-französische Romanverfilmung des gleichnamigen Bestsellers von Martin Suter aus dem Jahr 1997.

## Handlung
Konrad Lang ist ein Freigeist, der an Gedächtnisstörungen leidet. Ihm sind Erinnerungen an seine Kindheit näher als der vergangene Tag. Nachdem er aus Unachtsamkeit ein Schloss in Brand steckt, das er als Verwalter bewohnt, lädt ihn Elvira Senn ein, im Anwesen der Industriellenfamilie Senn zu wohnen. Bei dieser Familie war der junge Konrad, Sohn einer Hausangestellten, mit Thomas, dem gleichaltrigen Sohn der Familie, wie mit einem Bruder aufgewachsen, nachdem ihn seine Mutter, die Hausangestellte, in jungen Jahren zurückgelassen hatte. Später kam es jedoch zum Zerwürfnis zwischen Konrad und Thomas.
Thomas reagiert auf Konrads Wiederauftauchen eher kühl. Thomas’ Stiefmutter Elvira Senn, die den Industriellen Senn nach dem Tod von dessen Frau bei Thomas’ Erziehung unterstützt hatte und ihn schließlich heiratete, verhält sich eher wohlwollend gegenüber Konrad und dessen demenzbedingten Aussetzern. Auch findet sie es verzeihlich, dass er das andere Anwesen der Familie in Brand gesteckt hat. Simone, die junge Ehefrau von Thomas’ Sohn Philippe, ist neugierig auf den seltsamen Konrad. Sie langweilt sich im Schloss, da ihr Mann beruflich viel unterwegs ist, und verbringt zusehends mehr Zeit mit Konrad.
Da die Hochzeit von Philippe und Simone nur kurz zurückliegt, ist auch Philippes Mutter, Thomas’ Noch-Ehefrau Elisabeth, aus Boston zu Besuch. Die alte Liebe zwischen Konrad und ihr flammt kurz wieder auf. Nachdem Konrad desorientiert draußen im Schnee geschlafen hat, findet ihn Simone, und er wird ins Krankenhaus gebracht. Hier werden ihm drei erfrorene Zehen abgenommen, außerdem wird er auf Demenz getestet. Dabei wird das Ausmaß seiner Erkrankung deutlich. Schließlich stürzt Konrad vom Krankenhausdach, als er dort Musik hörend auf seinem Stuhl schaukelt und das Gleichgewicht verliert. Aufgrund eines Rettungskissens verletzt er sich jedoch nicht. Es wird deutlich, dass er nicht begreift, was tatsächlich passiert ist.
Elvira besteht darauf, ihn in das Gästehaus ihres Schlosses aufzunehmen, wo sich Simone zusammen mit der Pflegerin Nadia stets intensiver um ihn kümmert. Der Arzt empfiehlt, dass Konrad sich mit alten Fotos beschäftige, die Simone schließlich Elvira aus einem geheimen Versteck entwendet und kopiert. Anhand der Fotos erinnert sich Konrad an seine früheste Kindheit. Simone wird so auf Widersprüche in den Erzählungen der Familie aufmerksam.
Simone beobachtet im Café, wie ihr Mann mit einer anderen Frau zärtlich ist. Kurz darauf findet sie heraus, dass sie schwanger ist. Als ihr Mann ihr ein Geschenk mitbringt, bekundet sie ihr Misstrauen, ohne jedoch ihre Beobachtung oder ihre Schwangerschaft zu offenbaren. Er reagiert irritiert und wütend, sodass sie noch stärker am Sinn der Ehe zweifelt. Sie verlässt Philippe schließlich.
Elvira befürchtet, dass Konrads Erinnerungen ihre Geheimnisse enthüllen könnten, weshalb sie ihn mit Insulin töten will. Thomas kann dies im letzten Moment verhindern. Auch er hat die Fotos gesehen und erkannt, dass er der leibliche Sohn Elviras ist. Diese fährt schließlich vom Anwesen und beichtet unterwegs dem Chauffeur das Vertauschen der Kinder: Sie hatte mit 16 Jahren einen Sohn bekommen, den sie jedoch dem Industriellen Senn verschwieg. Sie gab ihn als den Sohn einer anderen Angestellten aus, die schließlich das Land verließ. Da sie unter der Ehe mit Senn litt, ermordete sie ihn schließlich, indem sie ihm Insulin spritzte. In Rückblenden wurde bereits deutlich, dass Konrad dies mit angesehen hatte. Um ihren Sohn vor Armut zu schützen, vertauschte sie auf einer langen Venedigreise dessen Namen und Identität mit jenen des Sohnes von Senn. Ihr wirklicher Sohn Konrad war also als Thomas bei der Familie in Reichtum aufgewachsenen. Somit war der vermeintliche Konrad in Wahrheit Thomas, der leibliche Sohn des Industriellen Senn. Elvira stirbt noch im Auto, vermutlich an einer selbstverabreichten Überdosis Insulin. In der Schlussszene, Elviras Beerdigung, rätselt (der vermeintliche) Konrad über ihren Verbleib.

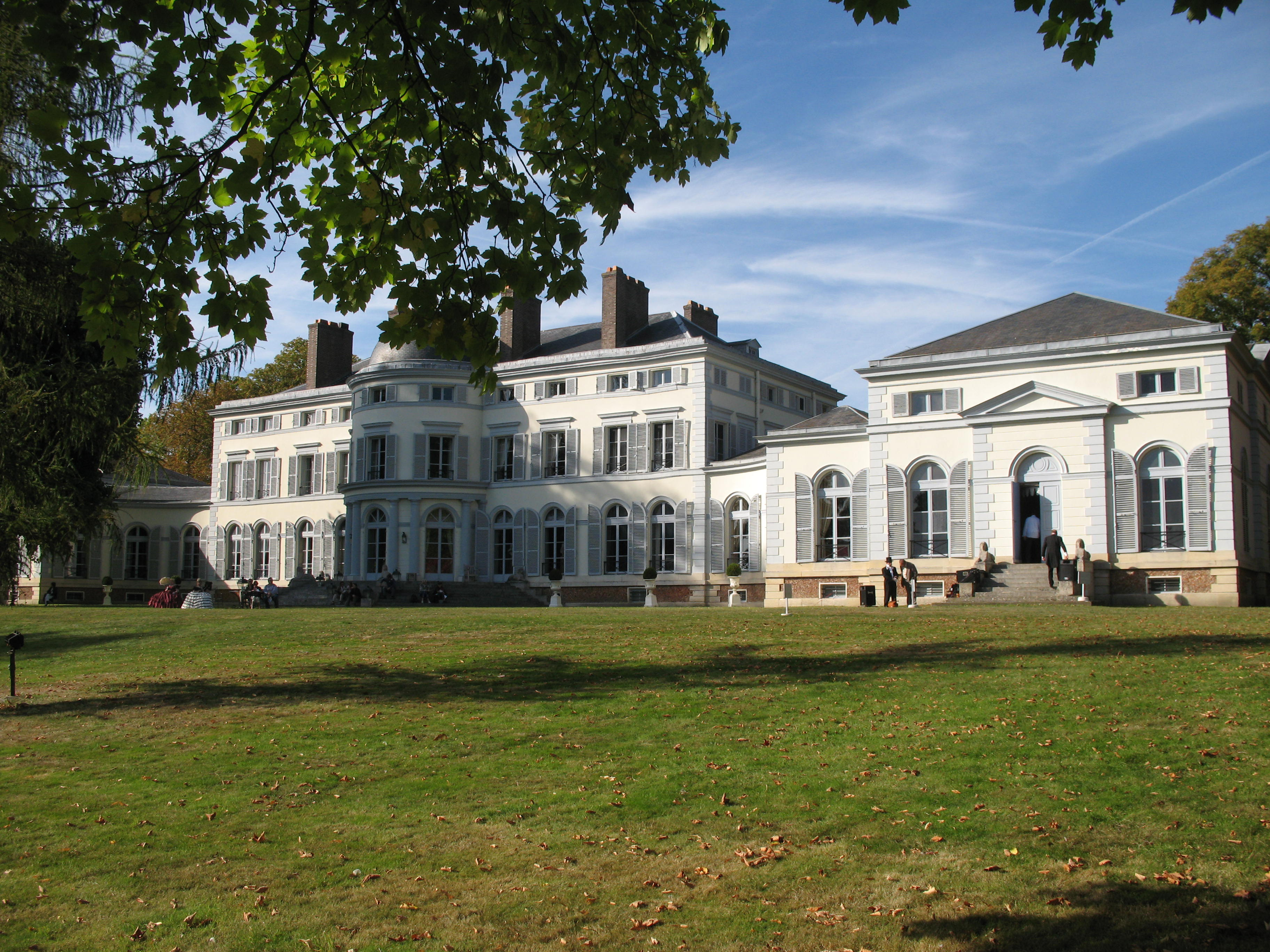
Das Château de Groussay in Montfort-l’Amaury, Wohnsitz der Familie Senn

## Produktion
Der Film ist eine deutsch-französische Gemeinschaftsproduktion. Das Budget betrug 6.307.466 Euro. Gedreht wurde vom 22. Februar bis April 2010. Drehorte waren Montfort-l’Amaury und Abbeville im Département Somme.
Das Drehbuch von Bruno Chiche beruht auf dem gleichnamigen Bestseller von Martin Suter, an den Dialogen beteiligt waren Fabrice Roger-Lacan, Juliette Sales und Jennifer Devoldère. Chiche verlegte die Handlung der Romanvorlage in das Milieu des französischen Großbürgertums, was in der Presse gelegentlich zu Vergleichen mit dem Werk Claude Chabrols führte.

## Veröffentlichung
Premiere des Films war am 1. Dezember 2010 während der 10. Französischen Filmwoche in Berlin. Am 16. Dezember 2010 kam der Film in die deutschen Kinos.
2011 erschien in der Reihe Majestic Collection eine DVD in deutscher und französischer Sprache, ergänzt um Bonusmaterial (40 min) mit 6 Making-of-Featurettes und Interviews mit Alexandra Maria Lara, dem Regisseur und mit Martin Suter.

## Rezeption

### Auszeichnungen
Der Film wurde 2011 mit dem Prix Cinéma de la Fondation Barrière ausgezeichnet.

### Kritik
Rafael Dernbach kritisiert in Die Zeit, dass der Regisseur von einem „raffinierten Krimi über einen Alzheimer Patienten“ nur ein „mutloses Familiendrama“ übriglasse. Er lobt jedoch gleichzeitig die schauspielerische Leistung von Depardieu, der zu „keinem Zeitpunkt“ Konrad als „bemitleidenswerten Kranken“ spiele. Jedoch bleibe unverständlich, „warum ausgerechnet für eine bildgeladene Vorlage wie Small World auf filmische Mittel verzichtet wird“.
Walter Gasperi schreibt in seiner Filmanalyse, Bruno Chiche habe Martin Suters Bestseller „brav bebildert“. Der Film lasse aber jeden eigenen Ansatz und jede Originalität vermissen. Im Grunde sei „Small World“ mehr Fernsehen als Kino, was sich auch im Umgang mit den Schauspielern zeige. Erlesen sei zwar die Besetzung – er lobt ausdrücklich den mit „sichtlichem Vergnügen agierende Depardieu“, aber Chiche lasse seinen Stars kaum Raum und Zeit, um ihren Figuren „mehr Ecken und Kanten“ zu geben. „Denn während Suters Roman ein spritzig-originelles Lesevergnügen ist, ist diese Verfilmung eben nur bieder und einfallslos. Kenner der Vorlage werden keine Freude damit haben, bei solchen, die „Small World“ noch nicht gelesen haben, wird durch den Handlungsreichtum die Aufmerksamkeit vielleicht wach gehalten“.
Lida Bach hingegen konstatiert auf filmrezension.de: „In der unterkühlten Eleganz einer Ballade der Romantik inszeniert Bruno Chiche Martin Suters kriminalistisches Drama ‚Small World‘. Überall lauern subtile Metaphern in der malerischen Düsterkeit von Chiches Szenengemälden. [...] Ein bravouröser Traumtänzer, ein der Welt abhanden Kommender ist Depardieus Konrad Lang. Nicht mehr der tragische Hauptcharakter aus Suters Novelle, sondern dessen schlafwandlerischer Seelenbruder.“
Die Deutsche Film- und Medienbewertung FBW in Wiesbaden verlieh dem Film das Prädikat besonders wertvoll.